# Europacup II hockey vrouwen 1991
De 1ste editie van de Europacup II voor vrouwen in 1991 werd gehouden met een voorronde-toernooi op twee locaties in Amiens en Frankfurt. Er deden vijftien teams mee, verdeeld over twee poules. Rhythm Grodno won deze editie van de Europacup II door in de finale die gespeeld werd in Wassenaar te winnen van Sutton Coldfield HC. 

## Einduitslag kwalificatie Amiens
1.  Sutton Coldfield HC 

2.  Randalstown LHC 

3.  SC 1880 Frankfurt 

4.  Amiens SC 

5.  Edinburgh HC 

6.  RRC de Bruxelles 

7.  HF Lorenzoni 

8.  Grasshopper Zürich 

## Einduitslag kwalificatie Frankfurt
1.  Rhythm Grodno 

2.  HC Kampong 

3.  Eintracht Frankfurt 

4.  Atlético Madrid 

5.  Arminen Wien 

6.  SK Slavia Praha 

7.  Hatsina 

Mannen:
1990 ·
Terrassa 1991 ·
Vught 1992 ·
Birmingham 1993 ·
Terrassa 1994 ·
Cagliari 1995 ·
Den Haag 1996 ·
Reading 1997 ·
's-Hertogenbosch 1998 ·
Amsterdam 1999 ·
Terrassa 2000 ·
's-Hertogenbosch 2001 ·
Eindhoven 2002 ·
Terrassa 2003 ·
Eindhoven 2004 ·
Lille 2005 ·
Reading 2006 ·
Madrid 2007 

Opgegaan in de Euro Hockey League
Vrouwen:
1991 ·
Vught 1992 ·
Birmingham 1993 ·
Cardiff 1994 ·
Groningen 1995 ·
Rotterdam 1996 ·
Utrecht 1997 ·
Leuven 1998 ·
Terrassa 1999 ·
Keulen 2000 ·
Rome 2001 ·
Ourense 2002 ·
Rotterdam 2003 ·
Laren 2004 ·
Keulen 2005 ·
Edinburgh 2006 ·
Madrid 2007 ·
Parijs 2008 ·
Manchester 2009

Opgegaan in de Europcacup I